# Mingečaursko jezero
Mingečaursko ili Mingečevirsko jezero (azerski: Mingəçevir su anbarı, ruski: Мингечевирское водохранилище, prije Мингечау́рское водохрани́лище) je umjetno jezero u Azerbajdžanu. Mingečaursko jezero je najveće jezero koje se u potpunosti nalazi unutar teritorija Azerbajdžana (najveće je Kaspijsko jezero). Mingečaursko jezero je najveće jezero u Zakavkazju.

## Povijest
Radovi na jezeru su započeti 1953. na odjeljku rijeke Kure koja teče kroz Bozdag, a dovršeni 1959. godine. Kapacitet popunjenosti iznosi 83 metara. Do te razine je došao 1959., 1963., 1968., 1973., 1975., 1976., 1988. i 2010. godine.

## Osobine
Površina jezera iznosi 605 km2, obujam 16,1 km3, duljina 70 km. Najveća širina iznosi 18 km. Prosječna dubina iznosi 27 metara, a najdublja 75 metara. Nalazi se na nadmorskoj visini od 83 metara. Razina jezera varira od 5,2 metara. Mingečaursko jezero je stvorene zbog razvitka energetike, poljoprivrede, vodenoga prometa te sprječavanja poplava u donjem toku Kure. Iz Mingečaurskoga jezera vodu crpe Gornjokarabaški (azerski:Yuxarı Qarabağ kanalı, ruski: Верхнекарабахский), dugačak 172 km i Gornjoširvanski kanali (azerski:Yuxarı Şirvan kanalı, ruski: Верхнеширванский), dugačak 123 km. Na Mingečaurskome jezeru nalazi se Hidroelektrana Mingečaur koja je sagrađena na rijeci Kuri. Električni kapacitet hidroelektrane iznosi 401,6 megavata. U Mingečaursko jezero ulijevaju se rijeke Alazani, Gandžačaj, Iori i Kura.

## Ribe
U Mingečaurskome jezeru žive deverike, sanderi, bodorke i pegunice. U jezeru sveukupno živi 31 vrsta od kojih se njih 12 koristi za komercijalnu upotrebu.

## Vanjske poveznice
|  | Zajednički poslužitelj ima još gradiva o temi Mingečaursko jezero |